# Al-Birjandi
Abd Ali ibn Muhammad ibn Husayn Birjandi (persa: عبدعلی مممدبن حسین بیرجندی) (Birjand, ?-1528) va ser un important astrònom d'època medieval a més de matemàtic i físic. Va viure a Birjand, a l'Iran.

## Obra
Va escriure més de tretze llibres i tractats, una part dels quals són:
- Sharh al-tadhkirah (un comentari en memòria d'at-Tussí). On fa diagrames de molts dels elements astronòmics que descriu.[1] El capítol 11 va atraure l'atenció dels astrònoms del segle xix.[2]

- Sharh-i Bist Bab dar Ma'rifat-i A'mal-i al-Asturlab (sobre lús de l'astrolabi).[3]

- Risalah fi Alat al-Rasad (sobre instruments astronòmics);

- Tadhkirat al-Ahbab fi Bayan al-Tahabub (sobre els nombres);